# Mirage (film, 1965)
Pour les articles homonymes, voir Mirage (homonymie).
Cet article concerne le film d'Edward Dmytryk. Pour le film de Svetozar Ristovski, voir Mirage.
Pour plus de détails, voir Fiche technique et Distribution.
Mirage est un thriller américain réalisé par Edward Dmytryk, sorti en 1965. Il s'agit de l'adaptation par Peter Stone du roman L'Ange déchu (Fallen Angel) de Howard Fast. Le film est produit par Universal Pictures.

## Synopsis
David Stillwell est victime d'amnésie, se croyant comptable, il est pourchassé par des inconnus et rencontre une jeune femme, Shela. Tous semblent travailler pour une mystérieuse organisation qui serait à l'origine de la mort de Charles Stewart Calvin, tombé du 27ème étage d'un immeuble. Au fil des événements, David Stillwell retrouve des bribes de mémoire et finalement le secret que l'organisation voulait lui arracher.

## Fiche technique
- Titre original : Mirage
- Titre français : Mirage
- Réalisation : Edward Dmytryk
- Scénario : Peter Stone, d'après le roman de Howard Fast, L'Ange déchu (Fallen Angel)
- Direction artistique : Frank Arrigo, Alexander Golitzen
- Photographie : Joseph MacDonald
- Montage : Ted J. Kent
- Musique : Quincy Jones
- Costumes : Jean Louis
- Production : Harry Keller
- Sociétés de production : Universal Pictures
- Société de distribution :  Universal Pictures
- Format : Noir et blanc - 35 mm (Eastman) - 1,85:1 - Son mono
- Durée : 108 minutes
- Genre : Thriller
- Dates de sortie :
  - États-Unis : 26 mai 1965
  - France : 3 novembre 1965
- Affiche : Guy-Gérard Noël (France)

## Distribution
- Gregory Peck (VF : Jean-Claude Michel) : David Stillwell
- Diane Baker (VF : Nelly Benedetti) : Shela
- Walter Matthau (VF : Roger Rudel) : Ted Caselle
- Kevin McCarthy (VF : Bernard Noël) : Sylvester Josephson
- George Kennedy (VF : Jacques Deschamps) : Willard
- Walter Abel (VF : Fernand Fabre) : Charles Stewart Calvin
- Jack Weston  (VF : Henry Djanik) : Lester
- Leif Erickson (VF : Jean-Henri Chambois) : Major Crawford Gilcuddy
- Anne Seymour (VF : Denise Bosc) : Frances Calvin
- Hari Rhodes (VF : Jean Amadou) : Lieutenant Franken
- Robert H. Harris (VF : Jacques Beauchey) : Dr Broden
- Howard Wendell (non crédité) : le patron du bar
- Franklin Cover (VF : Georges Aminel) : le professeur de Sciences naturelles

## Source de la traduction
- (en) Cet article est partiellement ou en totalité issu de l’article de Wikipédia en anglais intitulé « Mirage (film) » (voir la liste des auteurs).